# Фінальний турнір чемпіонату Європи з футболу 2012. Місто Донецьк (срібна монета)
«Фіна́льний турні́р чемпіона́ту Євро́пи з футбо́лу 2012. Мі́сто Доне́цьк» — пам'ятна срібна монета номіналом 10 гривень, випущена Національним банком України, присвячена важливій спортивній події — Фінальному турніру чемпіонату Європи з футболу 2012, окремі фінальні ігри якого відбудуться в Донецьку. Монета є офіційною ліцензованою продукцією УЄФА ЄВРО 2012.
Монету введено в обіг 1 грудня 2011 року. Вона належить до серії «Спорт».

## Опис монети та характеристики
| Номінал грн. | Метал           | Маса, г      | Діаметр, мм | Якість виготовлення | Гурт                           | Тираж, штук |
| ------------ | --------------- | ------------ | ----------- | ------------------- | ------------------------------ | ----------- |
| 10           | срібло (Ag 925) | 31,1 / 33,62 | 38,61       | пруф                | гладкий із заглибленим написом | 15 000      |

### Аверс
На аверсі монети розміщено: малий Державний Герб України, напис півколом «НАЦІОНАЛЬНИЙ БАНК УКРАЇНИ» (угорі), на тлі карти України з написом «ДОНЕЦЬК» — зображення логотипу ЄВРО 2012, під яким написи: «UEFA/EURO 2012™/POLAND-UKRAINE», праворуч рік карбування монети — «2011» та півколом номінал — «ДЕСЯТЬ ГРИВЕНЬ».

### Реверс
На реверсі монети на стилізованому тлі стадіону «Донбас-Арена» зображено динамічну фігуру воротаря з м'ячем, над якою — панорама міста, угорі — герб Донецька, унизу розміщено напис «ФІНАЛЬНИЙ ТУРНІР/ЧЕМПІОНАТУ/ЄВРОПИ/ З ФУТБОЛУ/2012».

## Автори

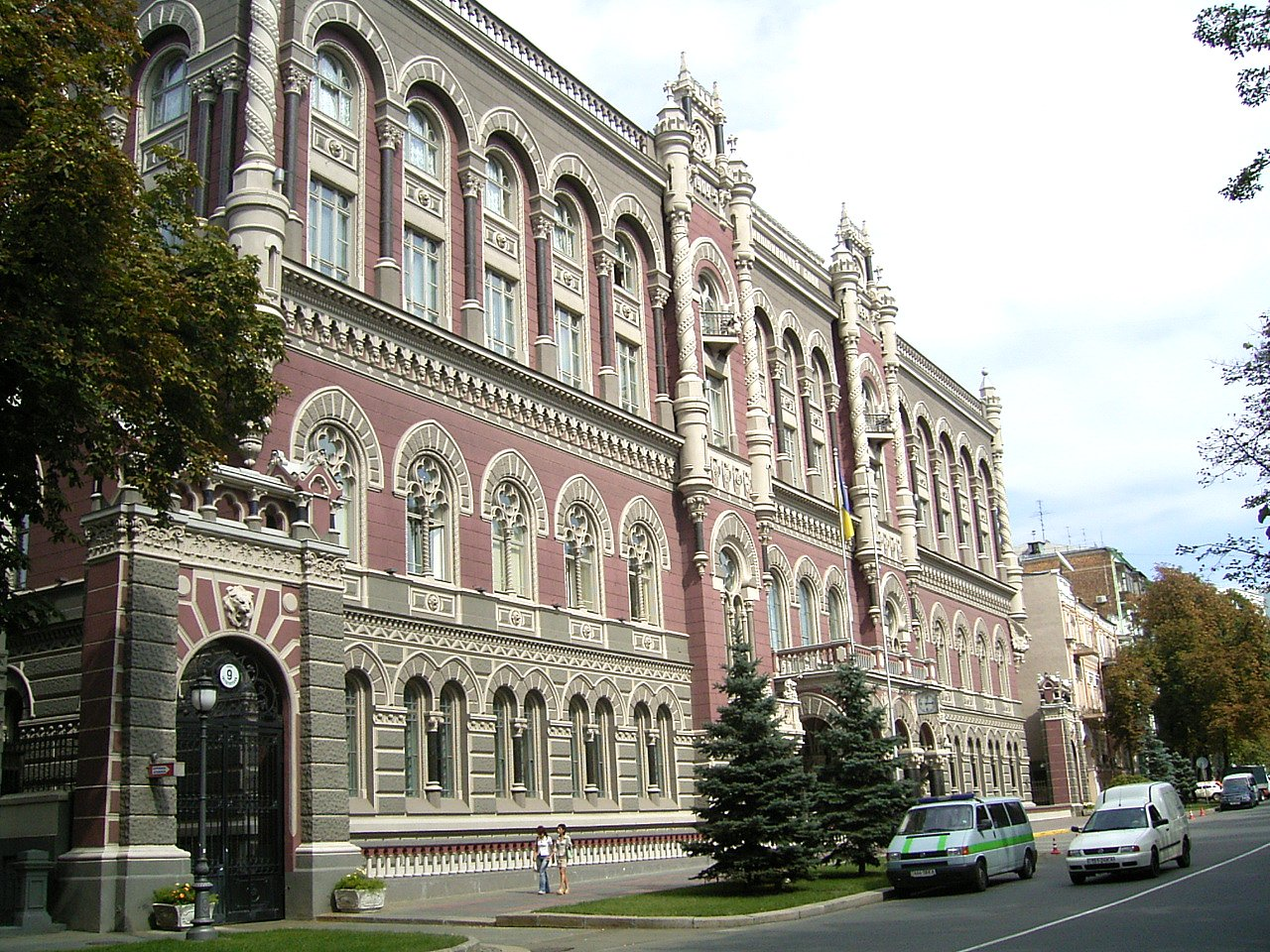
Будівля Національного банку України

- Художники: Таран Володимир, Харук Олександр, Харук Сергій.
- Скульптори: Атаманчук Володимир, Дем'яненко Анатолій.

## Вартість монети
Під час введення монети в обіг 2011 року, Національний банк України реалізовував монету через свої філії за ціною 589 гривень.
Фактична приблизна вартість монети, з роками змінювалася так:
| Рік        | 2012 | 2013 | 2014 | 2015 | 2016 | 2017  | 2018  | 2019  | 2020  | 2021  | 2022  | 2023  | 2024  | 2025  |
| ---------- | ---- | ---- | ---- | ---- | ---- | ----- | ----- | ----- | ----- | ----- | ----- | ----- | ----- | ----- |
| Ціна, грн. | 750  | 600  | 600  | 600  | 950  | 1 000 | 1 000 | 1 000 | 1 000 | 1 400 | 1 500 | 2 000 | 3 500 | 3 600 |